# Winfield Scott Ripley
Winfield Scott Ripley (Paris (Maine), 3 februari 1839 – Wakefield (Massachusetts), 29 januari 1924) was een Amerikaans componist, dirigent en kornettist. Hij was de zoon van het echtpaar Colonel Orison en Hannah (Maxim) Ripley,

## Levensloop
Ripley kreeg zijn basisopleiding aan de district school in de herfst en winter en werkte op een farm tijde de lente en de zomer. Al vroeg leerde hij met zijn zusjes zingen in de school en het schoolkoor werd begeleid door strijkers, waar ook zijn vader cello speelde. Al spoedig speelde Winfield Scott ook viool en cello bij kleine dansorkesten en in de kerk. Op 18-jarige leeftijd speelde hij in het plaatselijke harmonieorkest mee. 
Aan het begin van de Amerikaanse Burgeroorlog werd hij lid van de 7th New Hampshire Volunteer Regiment Band. Als in 1862 de opgelost werden, vertrok hij naar Boston en werd lid van de United States Navy en hij werd lid in de staff van het schip Ohio in Charlestown (Massachusetts). Na de oorlog verbleef hij in Charlestown. Hij werd lid in verschillende harmonieorkesten en orkesten en was bezig als muziekleraar en componist. In 1868 vertrok hij naar Wakefield (Massachusetts), waar hij een eigen harmonieorkest oprichtte en natuurlijk ook dirigent van dit orkest werd. Verder was hij aldaar dirigent van het zogenoemde Mozart Orchestra, een amateur-orkest. 
Als componist schreef hij vooral werken voor harmonieorkesten. Hij schreef vijf reeksen (boeken) met muziek voor harmonieorkesten.
In Bethel (New York) werd in het "Bethel Historical Society's Regional History Center" sinds 2008 een "Winfield Scott Ripley Band Festival" gehouden. Er werken verschillende harmonieorkesten mee. 
Hij huwde met Mary J. Perham, de weduwe van Nehemiah Davis en dochter van Joshua Perham (1814-1888) en Mary "Polly" Whitman uit Woodstock. Vanuit het eerste huwelijk van mevrouw Mary J. Ripley is de zoon Richard Davis. Met de instructies van zijn schoonvader werd hij later ook een bekend componist in de wereld van harmonieorkesten.

## Composities

### Werken voor harmonieorkest
- 1899 Chant de España
- Dip the Flag Reverently, patriottisch lied voor zang en harmonieorkest - tekst: Alice E. Maxim
- The Fireman's Polka
- We Honor the Brave, memorial march